# Saurauia oreadum
Saurauia oreadum är en tvåhjärtbladig växtart som beskrevs av Dielt. Saurauia oreadum ingår i släktet Saurauia och familjen Actinidiaceae. Inga underarter finns listade i Catalogue of Life.